# Julius Streicher
Pour les articles homonymes, voir Streicher.
Julius Streicher, né le 12 février 1885 à Fleinhausen (hameau de Dinkelscherben - Bavière) et mort le 16 octobre 1946 à Nuremberg, est un éditeur antisémite allemand devenu cadre du NSDAP. Il participe au putsch manqué de Munich en novembre 1923 et est condamné à mort en 1946 au procès de Nuremberg.

## Biographie
Julius Streicher est un instituteur allemand, puis un officier prussien pendant la Première Guerre mondiale.
Violemment antisémite, il rencontra Hitler à Nuremberg en 1921. Il était alors le responsable de l'extrême-droite de Franconie, ce qui contribua à faire de Nuremberg une ville phare du parti nazi.
Il fut le directeur du journal antisémite Der Stürmer de 1923 à 1945. Gauleiter de Franconie (en) (1925-1940), puis député au Reichstag en 1933, il était connu pour ses violences verbales contre les Juifs.
De 1932 à 1945, Julius Streicher est membre du groupe parlementaire NSDAP au Reichstag. Au NSDAP, il est Gauleiter pour la Moyenne-Franconie de 1925 à 1940, et plus tard pour la Franconie. À ce titre, il se donne dès les années 1930 le titre de « leader franconien ». En 1934, les Länder sont définitivement supprimés. La Bavière est divisée en six Gaue et l'administration d'État coïncide avec celle du Parti nazi, ce qui fait de Julius Streicher de facto le plus important représentant de l'État en Franconie. 
Dans la SA, il a le grade d'Obergruppenführer. Julius Streicher a pris des mesures particulièrement sévères contre les Juifs et affichait très tôt son antisémitisme. À partir de mars 1933, il dirigea le « Comité central de défense contre les atrocités juives », qui coordonna les mesures de boycott antisémite contre les entreprises juives, les avocats et les médecins le 1er avril 1933. En réponse à l'intervention personnelle de Streicher, la fontaine de Neptune (de), qu'il surnomme la « fontaine juive », est démantelée en 1934. Il impose la démolition de la synagogue principale (de) de Nuremberg sur la place Hans-Sachs dès août 1938, quelques mois avant la nuit de Cristal.

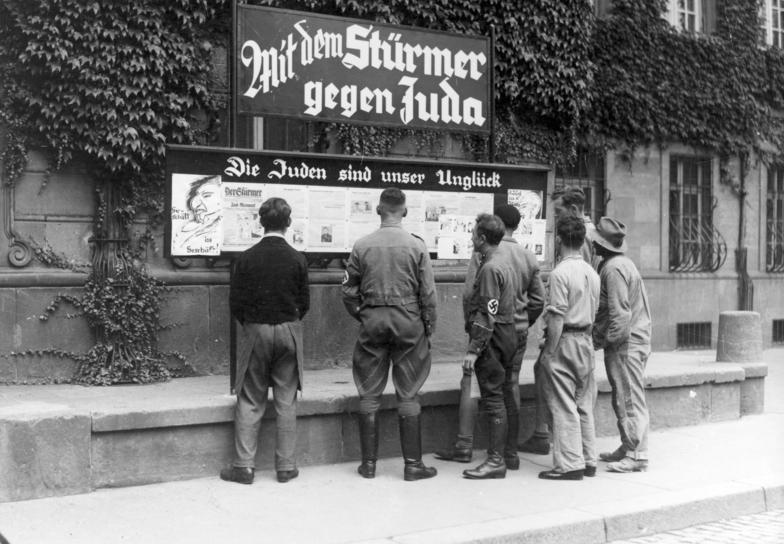
Presse national-socialiste : des hommes debout devant une boîte publicitaire Der Stürmer (n° 35 d'août 1935), exposant des slogans antisémites tels que Mit dem Stürmer gegen Juda (« Avec "Der Stürmer" contre Juda ») ou Die Juden sind unser Unglück (« Les Juifs sont notre malheur/malchance/catastrophe ») (1935).

Julius Streicher propageait un antisémitisme inhabituellement vulgaire, ce qui lui a valu des critiques même dans son parti. La principale plate-forme pour cela était le journal Der Stürmer, fondé par lui, lui appartenant et qu'il éditait également, diffusait régulièrement une propagande concernant de présumées agressions sexuelles commises par des Juifs contre des femmes et des filles non juives. La publication, éditée depuis 1923, atteignit son plus grand tirage en 1938 avec un demi-million d'exemplaires. Der Stürmer était connu pour ses caricatures juives antisémites et son amalgame d'antisémitisme et d'obsessions sexuelles, ce qui en faisait un médium de pornographie politique.
Il tombe en disgrâce peu avant 1939 et s'occupe de ses terres, tout en restant directeur de Der Stürmer. On lui refusa le droit de s'engager pour aller combattre sur le front. Il fut jugé pour ses écrits antisémites à Nuremberg, ville dont il avait fait un bastion nazi.
Il fut capturé le même jour que Himmler le 23 mai 1945, près de Berchtesgaden par des hommes de la 101e aéroportée.

## Condamnation et exécution

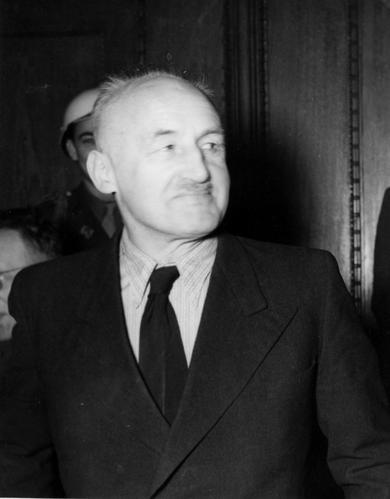
Julius Streicher au procès de Nuremberg.

Le tribunal de Nuremberg de 1946 ne l'a pas reconnu coupable des premiers chefs d'accusation, mais du quatrième : crime contre l'humanité, et l'a condamné à mort.
Un peu avant le procès, les accusés furent soumis à un test d'intelligence basé sur le système Wechsler ; Streicher obtint le résultat le moins bon, de 106. Par ailleurs, Julius Streicher, en raison d'une attitude qualifiée de paranoïaque envers les Juifs, et d'un attrait obsessionnel pour la pornographie, était considéré, bien que responsable pénalement, comme souffrant de déséquilibres mentaux.
Parmi tous les condamnés à mort du procès, Streicher fut le seul qui posa des problèmes lors de son exécution. Lorsque les gardes vinrent le chercher pour monter à l'échafaud dans la nuit du 15 au 16 octobre 1946, il refusa de s'habiller, puis refusa de marcher. C'est en tricot de corps et en caleçon long qu'il fut traîné sur l'échafaud. Avant d'être pendu, il cracha à la figure du bourreau, hurla : « Les Bolchéviques vous pendront bientôt » et s'écria : « Purim Fest 1946 ! » (Pourim étant une fête juive commémorant les événements relatés dans le Livre d’Esther, à la fin duquel 75 000 sujets du roi perse, considérés par les Juifs comme leurs ennemis, furent massacrés - 15 000 selon la version des Septante),. Ses tout derniers mots furent : « Adèle »,, le prénom de sa secrétaire qu'il avait épousée en mai 1945,.

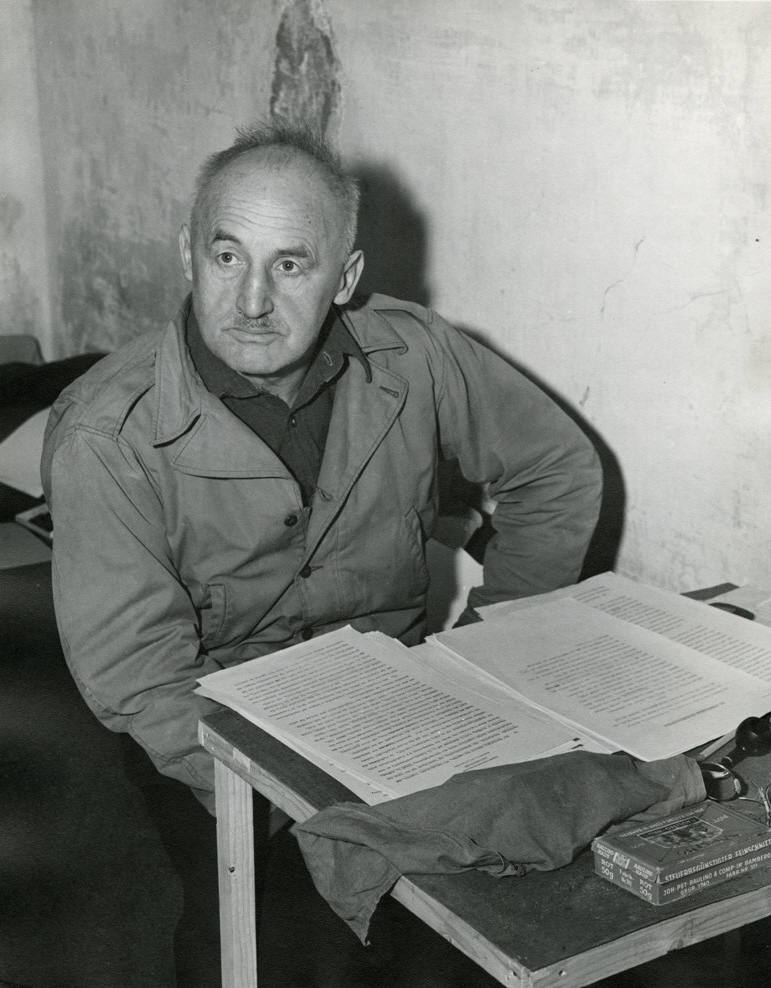
Streicher en prison.

Durant la pendaison, au lieu d'avoir les vertèbres cervicales brisées (technique normale du « Long Drop », provoquant la mort instantanée), il subit le « Short Drop » (« petite chute », provoquant une mort par strangulation). On accusa le bourreau de l’armée américaine John C. Woods d’avoir intentionnellement saboté cette exécution. Il fut relevé de ses fonctions peu de temps après[réf. nécessaire].
À l'instar des autres dignitaires nazis, les enfants Streicher n'ont pas pu récupérer les restes du corps de leur père, incinéré sous le nom d'« Abraham Goldberg »,. Ses cendres ont été dispersés sur ordre des Alliés pour éviter les hommages sur les sépultures par les sympathisants nazis.

## Dans la culture

### Cinéma
Le personnage de Julius Streicher a été interprété par Alexander Granach dans le film de 1944 Hitler et sa clique, par Theodore Marcuse dans le film de 1962 La Vie privée d'Hitler, par Rolf Hoppe dans le film de 1997 Comedian Harmonists, et par Sam Stone dans le téléfilm de 2000 Nuremberg.

### Littérature
Le détective privé Bernhard Gunther enquête sur les agissements de Streicher dans le roman policier La Pâle Figure écrit par Philip Kerr.